# 丸山凪乃
丸山 凪乃（まるやま なぎの、1999年9月26日 - ）は、日本のクラシック音楽のピアニスト。

## 略歴
愛知県豊明市に生まれる。ロジェ・ミュラロ、フランク・ブラレイほかに師事。公益財団法人ローム ミュージック ファンデーション2016年度及び2017年度奨学生。2017年に米ニューヨーク市内のカーネギーホールでの大阪国際音楽コンクールガラ・コンサートに出演。2018年に東京音楽大学付属高等学校特別特待奨学生エクセレンス卒業。2018年に東京音楽大学アーティストディプロマコース特別特待奨学生として入学。2018年にエコールノルマル音楽院ピアノ科奨学金生として入学。
2018年には、48 INDEPENDENT SHORT FILM AWARDS 2018を受賞したThe Horse in Motionでピアノを担当した。2019年にパリ国立高等音楽・舞踊学校第一課程、エコールノルマル音楽院を卒業し、パリ国立高等音楽・舞踊学校大学院ピアノ科第二課程に入学。2020年に東京音楽大学を自主退学し、パリ国立高等音楽・舞踊学校のみとする。2021年にパリ国立高等音楽・舞踊学校大学院ピアノ科第二課程首席にて卒業。2023年にパリ国立高等音楽・舞踊学校大学院ピアノ科第三課程修了。

## 受賞歴
- 2005年 ピティナピアノコンペティションA2級全国大会優秀賞[7]
- 2008年 第9回大阪国際音楽コンクールコンチェルトコース第1位[8]
- 2011年 ウィーン音楽講習会[9]主催ディヒラー博士コンクール第2位
- 2013年 第44回クロード・カーン国際ピアノコンクール第1位[10]
- 2013年 第22回フラム国際ピアノコンクール第1位
- 2014年 第4回ミラノ国際ピアノコンクール・オールカテゴリー日本人初第1位[11]
- 2014年 第23回フラム国際ピアノコンクール第1位[12]
- 2015年 第20回特定非営利活動法人ハマのJACK[13]主催コンチェルト・ソリストオーディション第1位
- 2017年 第11回ドイツショパン協会主催ダルムシュタット・ショパン国際ピアノコンクール第5位[14]
- 2019年 第3回シゲル・カワイ国際ピアノコンクール[15]第5位[16]
- 2019年 第20回大阪国際音楽コンクールグランプリ[17][注釈 3]
- 2022年 第16回カンピージョス国際ピアノコンクール第2位[20]
- 2023年 第13回マイエンヌ国際ピアノコンクール優勝[21][22]
- 2023年 第2回ワンダリング・ミュージック・スターズ国際ピアノコンクール第2位[23]
- 2024年 第2回サン・ポール・トロワ・シャトー国際ピアノコンクール第2位[24]
- 2024年 第25回イル・ド・フランス国際ピアノコンクール第3位[25]
- 2024年 第5回ヴィラフランカ国際ピアノコンクールカテゴリーEおよびカテゴリー・ピアノパフォーマンス優勝[26]
- 2024年 第50回パルマ・ドーロ国際ピアノコンクール・アロイーズ・ヴェッキアート賞優勝[27][注釈 4]
- 2024年 第8回ラ・パルマ・ドーロ国際ピアノコンクール優勝および聴衆賞[28]
- 2024年 コラフェミーナ国際ピアノコンクールカテゴリーFおよびプレミオコラフェミーナ優勝および報道賞[29]
- 2025年 第3回サン・ポール・トロワ・シャトー国際ピアノコンクール第2位およびベートーヴェンソナタ賞[30]
- 2025年 第9回ドイツ・イルムラー国際ピアノコンクール優勝[31]

## 雑誌掲載
- 『月刊ショパン』（株式会社ハンナ発行　2016年2月号）[32]
- 『月刊ショパン』（株式会社ハンナ発行　2017年6月号）[33]
- 『ムジカノーヴァ』（音楽之友社発行　2019年12月号 - 2020年）[34]